# Belarmino Tomás Álvarez
Belarmino Tomás Álvarez (Aguilar de Campos, província de Valladolid, 29 d'abril de 1892 - 14 de setembre de 1950, Mèxic) fou un sindicalista i polític socialista.

## Biografia
Era fill de Sandalio Tomás Piquero i Cándida Álvarez Álvarez. Va ser secretari del Sindicat Miner Asturià (federació minera d'UGT), vocal de la Federació Internacional de Miners i regidor de l'ajuntament de Llangréu. Com un dels principals dirigents obrers, en la Revolució d'Astúries de 1934 contra el govern republicà espanyol, va manar una columna de milicians.
A les eleccions generals espanyoles de 1936 va resultar elegit diputat del Front Popular per Astúries. A l'agost d'aquest mateix any, durant la Guerra Civil va atacar Oviedo al capdavant de les columnes de miners. En crear-se el 24 d'agost de 1937 el Consell Sobirà d'Astúries i Lleó, en fou nomenat president. Es queda a Gijón fins que el 20 d'octubre del mateix any la ciutat fou presa per les tropes franquistes, passant seguidament a la zona republicana on va continuar lluitant en diversos fronts. En acabar la guerra es va exiliar a Mèxic.
El seu nom es va popularitzar arreu d'Astúries durant el Consell Sobirà d'Astúries i Lleó, ja que la moneda oficial era els Belarminos.